# ロバート・ハインド
ロバート・オーブリー・ハインド（Robert Aubrey Hinde, 1923年11月26日 ノリッジ - 2016年12月23日）はイギリスの動物行動学者。ケンブリッジ大学でロイヤルソサイエティ研究名誉教授、またパグウォッシュ会議の議長を務めた。
1960年代に動物行動学のテキストを執筆し、70年代には行動生態学とヒューマン・エソロジーの初期の支援者の一人となった。「生物学と心理学のデータを応用することで宗教と倫理の基盤を理解」し「戦争の原因を取り除く」ための研究を行っていた。イギリスヒューマニスト協会の主要な後援者でもあった。1989年から1994年までセント・ジョンズ・カレッジの学長を務めた。 1974年王立協会フェロー選出。

## 受賞歴
- 1990年 クルーニアン・メダル、トーマス・ハックスリー記念賞
- 1996年 ロイヤル・メダル

## 邦訳書
- 『エソロジー―動物行動学の本質と関連領域』 木村武二訳 1989年 紀伊國屋書店